# Vrboska (odrůda révy vinné)
Vrboska (zkratka Vr) je moštová odrůda révy vinné (Vitis vinifera), určená k výrobě bílých vín, která byla vyšlechtěna v České republice, kříženec odrůd Tramín červený a Čabaňská perla.

## Popis
Réva vinná (Vitis vinifera) odrůda Vrboska je jednodomá dřevitá pnoucí liána dorůstající v kultuře až několika metrů. Kmen tloušťky až několik centimetrů je pokryt světlou borkou, která se loupe v pruzích. Úponky umožňují této rostlině pnout se po tvrdých předmětech. Růst je bujný s polovzpřímenými letorosty, odrůda tvoří husté keře pro svou bohatou tvorbu zálistků.
List je středně velký, třílaločnatý s mělkými, otevřenými horními bočními výkroji ve tvaru "U", vzácněji pětilaločnatý s velmi mělkými dolními bočními výkroji, čepel listu je na líci slabě puchýřnatá a jemně svraštělá, na okraji jemně zoubkovaná, z dolní strany plstnatá. Řapíkový výkroj je lyrovitý s ostrým dnem, otevřený až lehce překrytý, řapík je středně dlouhý, narůžovělý.
Oboupohlavní pětičetné květy v hroznovitých květenstvích jsou žlutozelené, samosprašné. Plodem je středně velká, kulatá bobule růžové až fialovočervené barvy, dužnina je bez zbarvení, řídká, odrůdové chuti. Hrozen je malý až středně velký (99 g), středně hustý až hustý, válcovitě-kuželovitý, s krátkou až středně dlouhou stopkou a s postranními křidélky.

## Původ a rozšíření
Vrboska je moštová odrůda vinné révy (Vitis vinifera), která byla vyšlechtěna ve Šlechtitelské stanici vinařské ve Vrbovci u Znojma šlechtiteli Ing. Jindřichem Ševčíkem, Ing. Ivanou Ludvíkovou, Ing. Milošem Zbořilem, Ing. Jaroslavem Tomáškem a Jiřím Hladíkem. Je to kříženec odrůd Tramín červený a Čabaňská perla s pracovním názvem TČ x ČP 3/23. Do Státní odrůdové knihy byla odrůda zapsána roku 2004. Zatím se pěstuje pouze vzácně na Moravě, průměrné stáří vinic bylo roku 2010 tři roky. Práva k odrůdě jsou chráněna. Udržovatelem odrůdy je Ampelos-Šlechtitelská stanice vinařská Znojmo.

## Název
Název odrůdy je odvozen od místa původu křížení, kterým je příhraniční obec Vrbovec, ležící 7 km jižně od Znojma. Pro zajímavost, Vrboska je též název malé rybářské a zemědělské obce, nacházející se v Chorvatsku, na severním pobřeží ostrova Hvar.

## Pěstování
Vhodné je střední či vysoké vedení, snáší dobře dlouhý i krátký řez, doporučené zatížení je 8-10 oček na m², vhodné jsou podnože SO-4, 125 AA i Cr 2. Dosahované výnosy jsou nižší až průměrné, 6-11 t/ha, dosahovaná cukernatost moštu je 18-21 °NM, acidita okolo 7,5-9 g/1.

### Fenologie
Doba rašení oček a doba květu je velmi raná, odrůda dozrává velmi raně, její sklizňová zralost začíná ve třetí dekádě srpna až začátkem září.

### Choroby a škůdci
Odrůda je odolná proti napadení plísní révovou (Plasmopara viticola), ostatním houbovým chorobám a zimním mrazům odolává průměrně.

### Poloha a půdy
Odrůda není náročná na polohu, nemá ráda příliš suché půdy, vhodné jsou půdy hlinité či hlinitopísčité s vyrovnanou výživou a vlhkostí.

## Víno
Moštová odrůda je doporučována zejména pro výrobu burčáku, který má výbornou kvalitu. Má-li víno vyšší obsah oxidu uhličitého, je příjemné, s nízkým extraktem a aciditou, jemně aromatické a lehké. Pro získání kvalitní suroviny se nedoporučuje hrozny nechat dlouho na keři. Při přezrání ztrácí kyseliny, při výrobě je vhodné, aby mošt měl aciditu nejméně 5g/l. Typické odrůdové víno má zelenožlutou barvu, jemně muškátově kořenitou vůni a lehkou až fádní chuť. Ve vůni a chuti můžeme hledat jemně muškátovou kořenitost a lékořici. Vína jsou nevhodná k archivaci, jsou určená k pití jako mladá.

## Stolování
Víno běžné denní spotřeby, vhodné k neutrálním a lehkým pokrmům, líbivý hrozen je možno využít i pro přímou konzumaci.

### Multimédia
- Ing. Radek Sotolář : Multimediální atlas podnožových, moštových a stolních odrůd révy, Mendelova zemědělská a lesnická universita Brno, zahradnická fakulta v Lednici
- Martin Šimek : Encyklopédie všemožnejch odrůd révy vinné z celýho světa s přihlédnutím k těm, co již ouplně vymizely, 2008-2012